# Cendiuna auauna
Cendiuna auauna är en skalbaggsart som beskrevs av Maria Helena M. Galileo och Martins 1998. Cendiuna auauna ingår i släktet Cendiuna och familjen långhorningar. Inga underarter finns listade.